# ویکتور میگوروف
ویکتور میگوروف (روسی: Виктор Викторвич Майгуров)؛ زادهٔ ۷ فوریهٔ ۱۹۶۹) ورزشکار دوگانه، و وکیل اهل روسیه است.